# Emanuel Mammana
Emanuel Hernán Mammana (ur. 10 lutego 1996 w Merlo) – argentyński piłkarz występujący na pozycji obrońcy we rosyjskim klubie Zenit Petersburg oraz w reprezentacji Argentyny. Wychowanek River Plate.